# 국가품질상

## 개요
정의
대한민국을 대표하는 포상제도로 1975년 제정되어 제조, 서비스 등 전 산업부문의 품질경영 혁신 활동에 탁월한 경영성과를 창출하여 국가산업 경쟁력 향상에 크게 기여한 공로자와 우수기업 및 단체에 수여하는 정부포상
목적
전 산업분야에서 품질경영 활동으로 탁월한 경영성과를 창출하여 국가경제 발전과 산업경쟁력 향상에 기여한 우수 단체와 공로자를 선정·포상함으로써 품질경영 촉진·확산

## 국가품질상 관련 주요 행사
- 국가품질경영대회
- 국가품질혁신경진대회

## 포상 분야

### 유공 단체 표창 부문
- 국가품질대상·국가품질경영상

전사적 품질경영활동을 지속적으로 추진하여 품질혁신 및 생산성 향상에 매우 탁월한 성과를 거둔 제조·서비스·공공·교육·의료·디지털품질
- 국가품질혁신상

디지털전환, 생산, 설비, 제품품질, 품질경쟁력, 탄소중립, ESG경영, 고객만족, 서비스, 인재개발, Q 4.0분야에서의 품질혁신 성과가 우수한 기업·공공기관·단체
- 지속가능경영상

‘대한민국지속가능성대회’에 의해 선정된 우수단체
- 품질경영우수지자체상

전국품질분임조대회 개최 등으로 품질경영 활성화에 기여한 지자체
- 우수품질분임조상

자주적 개선활동으로 현장의 문제를 해결하여 품질향상에 기여하는 우수분임조
- 품질경쟁력우수기업

품질경영 활동이 활발하여 우수한 품질경쟁력을 갖추고 있는 기업, 공공기관, 단체

### 유공 단체 포상 현황
- 현황

1975년부터 2023년까지 총 757개 사 수상
- 훈격별 현황

대통령표창 444사, 국무총리표창 179사, 장관표창 134사

### 유공 개인 표창 부문
- 국가품질경영 유공자

품질경영 혁신 활동 전반에 현저한 성과를 거두어 국가산업 발전에 기여한 공이 큰 개인에게 수여하는 포상. 포상 훈격은 산업훈장, 대통령표창, 국무총리표창, 산업통상자원부장관표창 등
- 국가품질명장

현장근무 15년 이상의 근로자 중 품질경영을 통한 혁신적 업무개선과 장인정신으로 품질향상에 우수한 성과를 거둔 모범 근로자

### 유공 개인 포상 현황
- 현황

1975년부터 2023년까지 총 2,521명
- 훈격별 현황

| 훈격 | 훈장 | 훈장 | 훈장 | 훈장 | 훈장 | 포장 | 대통령표창 | 국무총리표창 | 장관표창 |
| 훈격 | 금탑 | 은탑 | 동탑 | 철탑 | 석탑 | 포장 | 대통령표창 | 국무총리표창 | 장관표창 |
| ---- | ---- | ---- | ---- | ---- | ---- | ---- | ---------- | ------------ | -------- |
| 개수 | 62   | 64   | 50   | 77   | 65   | 122  | 366        | 418          | 759      |

- 중소기업청장표창 257명, 국가기술표준원장표창 40명, 한국표준협회장 표창 191명 및 품질관리유공자표창 50명 포함

## 국가품질명장 포상 현황
- 현황

1991년부터 2023년까지 총 1,562명
- 기업규모별 현황국가품질명장(제조부문/서비스부문)

대기업(1,240명/9명), 중견기업(40명/1명), 중소기업(139명), 공기업(143명/2명)

## 품질경쟁력우수기업 포상 현황
- 현황

1994년부터 2023년까지 총 1,645사
- 기업규모별 현황

대기업(522사), 중견기업(195사), 중소기업(668명), 공기업(260사)
- 명예의 전당

선정조건: 당해 연도 1등급 및 10회 이상 선정된 기업에 한하여 11회째부터 '명예의 전당' 헌정
헌정 현황 : 총 34사(대기업 5사, 중견기업 10사, 중소기업 10사, 공기업 9사)